# Frognet
Frognet est un Réseau social francophone développé sur l'Internet dans les années 1991-1995. Il est sans doute un des premiers réseaux de ce type lancé sur l'Internet.

## Origine du nom Frognet
L'histoire remonte au début de l'année 1992. À cette époque le service scientifique du consulat français à San Francisco avait ouvert un service Minitel à destination des chercheurs français aux États-Unis. Mais celui-ci n'arrivait pas à atteindre la masse critique de connexion.  L'ambassadeur français à Washington, Jacques Andréani, après une réunion avec Bruno Oudet (l'attaché scientifique chargé du secteur des technologies de l'information) fixe le développement du réseau des chercheurs français à l'étranger comme un des premiers objectifs de la mission scientifique. Très rapidement le choix est pris d'abandonner le minitel pour le réseau internet à la suite de la réaction de Daniel Dardailler à l'époque chercheur français à Boston : « Si je ne peux pas avoir les écrans minitels sur ma station SUN, oublie le minitel !! ». Mais encore fallait-il donner un nom à ce réseau.
À cette époque (trois ans après la chute du mur de Berlin) la presse des États-Unis s'était fait l'écho de nouveaux ennemis, les « friendly spies », ces personnes dans les ambassades qui font de l'espionnage, avec comme premier exemple les personnes travaillant à l'ambassade de France. Il n'était donc pas possible de retenir un nom comme R.C.FR : réseau des chercheurs français.
Au cours d'une discussion interne, le mot « frog  » est mentionné, et le terme « Frognet, French Researcher Network » est immédiatement accepté par l'ambassadeur. Pour éviter tout risque de confusion il est décidé d'héberger le réseau sur un ordinateur de l'Université de Georgetown, localisée en face de l'Ambassade de France à Washington.

## Historique du réseau
Le réseau Frognet est lancé en mars 1992. Il est fondé sur l'utilisation de liste de diffusion par mail. Les chercheurs sont invités à communiquer leur adresse électronique et un bref résumé pour se présenter. L'adresse électronique est ajoutée à la liste.
En discutant sur le net avec un chercheur français travaillant à Boston, celui-ci raconte qu'il y a quelques mois un VSN (volontaire du service national) faisait des résumés de nouvelles qu'il envoyait toutes les semaines par courriel à des chercheurs français aux États-Unis. Mais avec son départ ce service très apprécié avait été arrêté.
Contactant le service de presse de l'ambassade, celui-ci informe qu'il est possible de mieux faire. En effet 
l'ambassade recevait chaque jour par le réseau des ambassades un fichier contenant un résumé de l'actualité de la veille, et la revue de presse de l'AFP. Autorisation est donnée par le service de le diffuser via le serveur de l'université de Georgetown aux membres de Frognet. Le service est lancé en mars 1992 à l'initiative de Bruno Oudet. À l'époque, Frognet ne contenait qu'une cinquantaine d'adresses. Et très vite la nouvelle de ce service se diffuse aux États-Unis. Les inscriptions se multiplient pour dépasser la centaine, le millier. Paris est tenu régulièrement informé. Et à chaque fois est rappelé le fait que l'avenir de ce type de diffusion sera fera bientôt par minitel. 
Les mois passent, ainsi que les années et au printemps de 1994, l'AFP a vent de ce service et ordonne de l'arrêter. Ceci est fait le 3 juillet 1994, et le 4 juillet il est remplacé par la diffusion de la revue de presse d'Anne Toulouse et un point de l'actualité de RFI. C'est sans doute la première diffusion de nouvelles sous forme de texte par une radio dans le monde. Le circuit avait changé. Un journaliste a été équipé d'un ordinateur et d'un modem. Les textes étaient envoyés à un collègue de l'INRIA qui avait mis au point un petit programme pour l'envoyer automatiquement par l'Internet au serveur de Georgetown.

## Impact
Aujourd'hui les réseaux sociaux sur l'Internet sont parmi les grandes "applications" de l'Internet ; à l'époque de Frognet (92-96) il existait déjà des réseaux sociaux très actifs dans les Newsgroup. Mais ceux-ci touchaient d'abord des informaticiens. 
Frognet a été en son temps une application tout à fait originale et reconnue comme telle. Outre les nouvelles quotidiennes, l'application phare avec ses 7500 inscrits en juin 1999, Frognet offrait :
- un service pour les personnes à la recherche d'emplois géré depuis Paris par l'Association Bernard Gregory (1691 inscrits)
- un espace libre de discussion French Talk (514 inscrits). Ce dernier espace avait une communauté très fluctuante. Des petites querelles (sur le nom de Frognet par exemple) pouvaient déclencher des avalanches de courriels (jusqu'à une centaine par jour).

En 1994 une étudiante suédoise, amie d'un Français inscrit sur Frognet, contacte son ambassade pour demander qu'un service équivalent à Frognet soit mis en place pour les Suédois aux États-Unis. 
Une délégation de TEKES (l'ANVAR finlandais) d'une dizaine de personnes vient sur place à Washington pour voir Frognet.
Peu de choses sont connues sur les résultats concrets de l'interaction au sein de la communauté francophone. Il a par exemple été annoncé la création d'une entreprise par deux chercheurs rencontrés sur Frognet. L'Association Bernard Gregory  s'étant fait les mains sur Frognet est devenue à l'époque très active sur le net.  
Le service scientifique de l'Ambassade de France à Washington jugeant ce service inutile a interrompu Frognet dans les années 96-97.